# エルヴェ・フェイ

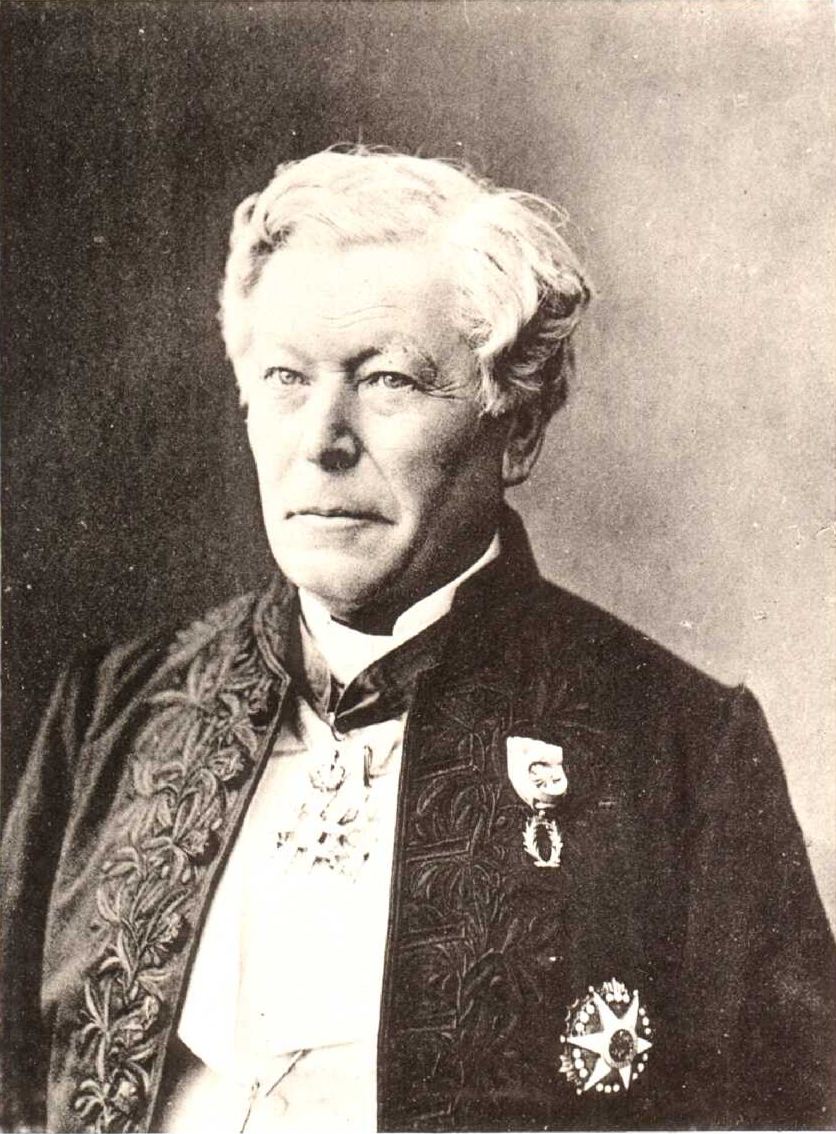
Hervé Faye

エルヴェ・オーギュスト・エティエンヌ・アルバン・フェイまたはフェイエ（Hervé Auguste Étienne Albans Faye、1814年10月1日 - 1902年7月4日）は、フランスの天文学者。1843年に周期彗星4P/フェイ彗星を発見した。

## 人物
アンドル県のサン＝ブノワ＝デュ＝ソーに生まれた。エコール・ポリテクニークで学んだが、卒業しなかった。1834年にフランソワ・アラゴの推薦でパリ天文台に入所した。彗星の研究を行い、1843年11月22日にフェイ彗星を発見した。 この発見は世間の関心を集め、フェイは科学アカデミーからラランド賞を授与され、1847年にアカデミーの会員となった。1848年に理工学学校の地質学の実験助手になり、その後ナンシーのアカデミーで地質学、天文学を教えた。1873年にエコール・ポリテクニークに戻り、天文学の教授になった。1877年にはガエタン・ド・ロシュブエ(Gaëtan de Rochebouët)内閣の教育大臣をしばらく務めた。
研究の分野は天文学全般におよび、彗星の周期の決定、恒星の視差の測定、惑星や恒星野運動の研究を行った。彗星、流星、オーロラおよび太陽の理論の進展に貢献した。また、アレクサンダー・フォン・フンボルトの著書『コスモス』 (Kosmos)をシャルル・ガルスキー(Charles Galusky)とともにフランス語に訳した。